# 李述 (北魏)
李述，字道兴，北魏渤海蓚人，李叔虎的儿子。
李述有学识，州举秀才，拜为太常博士。出使长安册祭燕宣王（文成文明皇后的父亲冯朗）庙。回京后，被任命为尚书仪曹郎，赐爵蓚县男。转任兴平太守、建兴太守。去世。其子李象，李象子李子贞。